# 卡迪夫 (伊利諾伊州)
卡迪夫（英語：Cardiff）是位於美國伊利諾伊州利文斯頓縣的一個鬼鎮。由於此地已於1983年被荒廢，本地已無人居住。

## 地理
卡迪夫的座標為41°03′06″N 88°17′14″W / 41.05167°N 88.28722°W，而該地的平均海拔高度為193米（即633英尺）。